# ديك كيمبر
ديك كيمبر (بالإنجليزية: Dick Kimber)‏ هو مؤرخ أسترالي، ولد في 1939 في Freeling, South Australia ‏ في أستراليا.